# Jonathan Jackson
Jonathan Stevens Jackson (n. 11 mai 1982, Orlando, Florida, SUA) este un actor, muzician și autor american. Este cunoscut pentru interpretarea rolului lui Lucky Spencer în telenovela General Hospital (1993–1999, 2009–2011, 2015), rol cu care a câștigat cinci premii Daytime Emmy, pe ultimul oferindu-l Mănăstirii Vatopedu din Muntele Athos (2018). La primirea ultimelor Daytime Emmy, în discursurile sale, a mulțumit Sfintei Treimi și monahilor din Muntele Athos.
Este cunoscut și pentru rolurile sale din filmele The Deep End of the Ocean (1999), Tuck Everlasting (2002), Dirty Dancing: Havana Nights (2004) și Riding the Bullet (2004), precum și din serialul de televiziune Nashville (2012–2018), pentru care a primit o nominalizare la Critics' Choice Television Award.
În România a devenit cunoscut, în mod special, pentru convertirea la ortodoxie și pentru rolul principal din filmul-documentar Viața Sfântului Iosif Isihastul (2020). Pe 27 august 2022, Ignatie Trif i-a conferit Crucea Episcopală Grigorie Leu, în cadrul unei conferințe pe care Jonathan a susținut-o pentru tinerii ortodocși la Vaslui.
Trinitas Tv a realizat mai multe reportaje cu Jackson și familia sa, în România și în Irlanda.